# Orosz Róbert
Orosz Róbert (Enying, 1972. június 4. –) magyar színész, a Weöres Sándor Színház alapító tagja.

## Életpályája
1991 és 1995 között a Merlin Színház Színészképző Iskolájában tanulta a színészetet. 1995-től 1999-ig a Merlin Színház, 1998-tól 1999-ig pedig a Junion Színházi Csoport tagja volt, amelynek alapító tagja is. 1999 és 2000 között a Székesfehérvári Vörösmarty Színház, 2001 és 2003 között a Merlin Színház, 2003 és 2008 között pedig a Nemzeti Színház tagja volt. 2008-tól a Szombathelyi Weöres Sándor Színház alapító tagja.
2012-ben megkapta Szombathelyen a Holdbeli csónakos-díjat, a 2011/12-es évad legjobb szombathelyi színészének járó díjat.

## Színházi szerepei

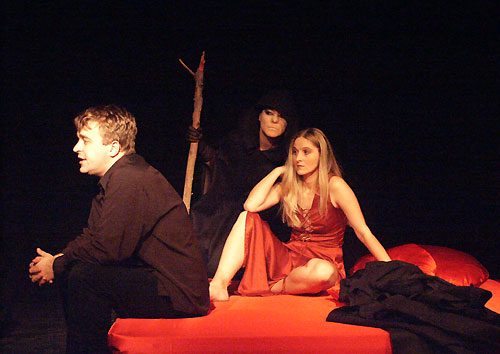
Macbeth címszerepében az R.S.9 színházban (Lady Macbeth: Kovács Éva Rebecca)

- Kiss Anna: Basarózsák....Zsoldos (Esztergomi Várszínház)
- Georges Feydeau–Maurice Desvallieres: A tartalék tartalékos....Pupitzky (Karnevál Színház)
- Ivan Kušan: Galócza....Adam Zsazsics, csendőrtizedes (Kőszegi Várszínház)
- Molière: Scapin furfangjai....Leander (Karnevál Színház)

### Merlin Színház
- Ion Luca Caragiale: Café Junion....Nae Ipingescu, prefektus (Merlin Színház)
- Coline Serreau: Nézd meg ki az!....Henrik
- Agatha Christie: Gyöngyöző cián....Viktor Drake
- Halász Péter: Sanyi pilóta
- Miguel de Cervantes: Don Quijote....Hernandez, nemes úr
- Eduardo De Filippo: A cilinder....Rodolfo
- Bruno Schulz: A nyugdíjas....Diák
- James Saunders: Bocs, nem figyeltem
- Parti Nagy Lajos: Sárbogárdi Jolán: A test angyala
- Göncz Árpád: Pesszimista komédia
- Nyikolaj Vasziljevics Gogol: Pétervár meséi
- Molière: Gömböc úr....Briganti
- Ács János: Egy kiállítás képei
- William Shakespeare: A két veronai nemes....Valentin
- Sławomir Mrożek: Fiatalság bolondság....Artur
- John Hodge: Sekély sírhant....David
- Zalán Tibor: Hetvenhét
- Egressy Zoltán: Sóska, sültkrumpli....Művész
- Feydau: A balek....Redillon
- Mélyen tisztelt szekrény!
- Gogol: Háztűznéző....Podkoljoszin
- Móricz Zsigmond: Úri muri....Széplegény

### Junion Csoport
- Antoine de Saint-Exupéry: Rajzolj nekem egy bárányt!
- Koleszár Bazil Péter–Sultz Sándor: A jó pálinka itassa magát....Tamás
- Wándza Mihály: Zöld Martzi....Zöld Martzi

### Székesfehérvári Vörösmarty Színház
- Szigligeti Ede: Liliomfi....Uracs
- Pruzsinszky Sándor: Fekete királyok....Olasz kapitány
- Balázs Béla: Valahol Európában....Szakaszparancsnok
- Fejes Endre: Jó estét nyár, jó estét szerelem....Sofőr
- Kornis Mihály: Körmagyar....Katona

### R.S.9 Színház
- Podmaniczky Szilárd: Beckettre várva....Pozzo
- Lázár Ervin: A négyszögletű kerek erdő
- Karátson Gábor– Illyés Gyula–Faludy György–Tao Te King: Ötvenhatos darab (Mennydörgő ég alatt)
- A röpülés boldogsága (Latinovits)
- Shakespeare: Macbeth....Macbeth
- Si Csün-Pao: Csiu Hu és Mej-Jing....Jómódú Li
- Ödön von Horváth: A szépkilátás....Müller
- Weöres Sándor: Psyché....Maximilien von Zedlitz
- Backett: A bolond dala
- A puszta ország

### Nemzeti Színház
- William Shakespeare: III. Richárd....1. hírnök
- Csiky Gergely: Buborékok....Róbert
- Karinthy Frigyes: Holnap reggel....Horváth Lenci, púpos úr
- Háy János: A Senák....Pali, agitátor
- Marina Carr: A macskalápon....Szellemidéző
- Sánta Ferenc: Az ötödik pecsét....Macák
- Nyikolaj Erdman: Az öngyilkos....Lerobbant egzisztencia
- Hamvas Béla: Szilveszter....Majom

### Weöres Sándor Színház
- Anton Pavlovics Csehov: Cseresznyéskert
- Arthur Miller: Az ügynök halála...Biff
- Háy János :A Herner Ferike faterja....Banda Lajos
- Koleszár Bazil Péter–Sultz Sándor: A jó pálinka itassa magát....János, Tamás, Sanyi
- Frances Hodgson Burnett: A kis lord....Mr.Badger
- Alan Alexander Milne: Mackó kalandjai I....Bagoly
- Egressy Zoltán–Dömötör Tamás: 9700
- Arisztophanész–Hamvai Kornél–Nádasdy Ádám: Lüzisztraté....Kolophon
- Vajda Katalin–Valló Péter–Fábri Péter : Anconai Szerelmesek....Luigi
- Sultz Sándor: Pótkolbász, avagy SZURROGÁTUM DELIKÁTESZ....Mirabel
- Michael Frayn: Függöny fel/Még egyszer hátulról....Tim
- Georges Feydeau–Maurice Desvallieres: A tartalék tartalékos....Pupitzky
- Molière: Scapin furfangjai....Leander
- Madách: Az ember tragédiája
- Masteroff–Ebb–Kander: Kabaré....Ernst
- Revűzió - Az 1966/67-es táncdalfesztivál Vas megyei felülvizsgálata
- Lőrinczy Attila: Könnyű préda....Misike
- Gaál József–Darvas Ferenc–Várady Szabolcs-Bognár Róbert: A peleskei nótárius
- Reginald Rose: Tizenkét dühös ember... 11. esküdt
- William Shakespeare : Szentivánéji álom
- Urs Widmer: Top Dogs........Peter Krause
- Molnár Ferenc : Játék a kastélyban
- Weöres Sándor: Szent György és a Sárkány.......ATHANAS, a király minisztere

## Filmjei

### Játékfilmek
- Emil (2001)
- Nincs mese (2004)

### Tévéfilmek
- A szivárvány harcosa (2001)
- Jóban Rosszban (2006)
- „Mi kérünk elnézést!” (2006)
- Legyetek szeretettel (2023)
- A mi kis falunk (2025)